# コンラート・ヘンライン
コンラート・エルンスト・エドゥアルト・ヘンライン（ドイツ語: Konrad Ernst Eduard Henlein、1898年5月6日 - 1945年5月10日) は、チェコスロヴァキア及びナチス・ドイツの政治家。ズデーテン・ドイツ人の指導者的存在となった人物。

## 略歴
当時オーストリア・ハンガリー帝国領（現在はチェコ共和国領）だったライヒェンブルクのマテルスドルフの出身（ヴラティスラヴィツェ・ナド・ニソウ（en:Vratislavice nad Nisou））。母にはチェコ人の血も流れていた。ヤブロネツ・ナド・ニソウの商業学校で学ぶ。
第一次世界大戦ではオーストリア・ハンガリー帝国軍に従軍したが、イタリア軍の捕虜となった。オーストリアの敗戦後、故郷はチェコスロヴァキアとしてオーストリアから独立した。チェコスロヴァキアへ帰国して銀行で事務員として働いた。ズデーテン・ドイツ人による政治活動に参加するようになる。
1933年にはズデーテン・ドイツ郷土戦線（略称SHF 、ドイツ語：Sudetendeutsche Heimatfront 、チェコ語：Sudetoněmecká vlastenecká fronta） を立ち上げた。同組織は1935年にズデーテン・ドイツ人党（略称SdP 、ドイツ語：Sudetendeutsche Partei 、チェコ語：Sudetoněmecká strana）となった。
当初ヘンラインは、チェコスロヴァキア残留派でアドルフ・ヒトラーやドイツを支持してはおらず、批判もしていた。しかし党首代理であるカール・ヘルマン・フランクにより修正を求められ、1937年頃にはドイツとの統一論者となり、党の意見もドイツとの統一とした。党は「一つの民族、一つの国家、一つの指導者」（"Ein Volk, ein Reich, ein Führer!"）をスローガンとするようになった。
1938年9月のミュンヘン会談を受けてズデーテンラントはドイツに編入されることが決まり、同年11月5日にはヘンライン達のズデーテン・ドイツ人党もナチス党に吸収された。ヘンラインには親衛隊中将位と国会議員の職が与えられた。
1939年にチェコの残りの部分もドイツのベーメン・メーレン保護領と化し、3月から4月にかけてその民政長官に任じられた。しかし同地の権力は親衛隊及び警察高級指導者に任じられたカール・ヘルマン・フランクが握るところが大きかった。さらに5月にはナチ党のズデーテンラント大管区指導者となる。以降、第二次世界大戦でのドイツの敗戦までこの地位を保持した。
1945年5月にアメリカ軍に逮捕された。拘禁先のピルゼンで眼鏡の破片で静脈を切って自殺した。ピルゼン中央墓地の無名墓地に葬られた。

## エピソード
- 国家保安本部長官であるラインハルト・ハイドリヒとは、しばしば対立しており、ハイドリヒからは暗殺対象として睨まれていた。しかし、ヘンラインとヒトラーとの良好な関係のため、計画は失敗した。後に、英軍のエンスラポイド作戦によるハイドリヒ暗殺の知らせが伝わると、ヘンラインは地元のビアホールに向かい、酔いつぶれながら公然とこれを祝ったという[1]。
- 第二次世界大戦中のヘンラインは、アプヴェーアのヴィルヘルム・カナリスを通じて英国と交渉を行っていたといわれる[2]。

## キャリア

### 親衛隊の階級
- 親衛隊中将（SS-Gruppenführer）
- 親衛隊大将（SS-Obergruppenführer）1943年6月21日

### 受章
- 一級及び二級剣無し戦功十字章
- 親衛隊名誉リング
- 黄金ナチ党員バッジ
- 戦傷章黒章